# Attilio Tesser
Attilio Tesser (né le 10 juin 1958 à Montebelluna, dans la province de Trévise, en Vénétie). Il prend sa retraite de joueur en 1991 alors qu'il est défenseur latéral à Trentino. Il se reconvertit ensuite entraîneur.